# 郭永祥
郭永祥（1949年2月—），男，山东临邑人，中华人民共和国政治人物。毕业于中共中央党校，曾担任四川省文联主席、中共四川省委常委、四川省人民政府副省长。2013年6月23日，郭永祥因涉嫌严重违纪，接受中纪委调查。

## 生平
1972年12月任胜利油田孤岛指挥部作业27队工人。1973年8月任孤岛指挥部宣传部宣传干事。1974年10月任胜利油田党委办公室秘书、副科长。1984年12月任胜利油田党委调研室副主任、主任（其间：1984年4月至1986年10月任参加高等教育自学考试党政干部基础专业学习）。
1990年8月至1992年11月任中国石油天然气总公司处长。1992年11月至1998年7月任中国石油天然气总公司研究室副局级研究员、副主任（其间：1992年8月至1994年12月任中央党校函授学院本科经济管理专业学习）。
1998年7月至2000年1月任国土资源部办公厅主任。

### 四川省
2000年1月至2000年10月任四川省委副秘书长（正厅级）（其间：1997年9月至2000年7中央党校研究生班经济管理专业学习)。
2000年10月任四川省委副秘书长、办公厅副主任、常委办主任（正厅级）。2002年5月任四川省委秘书长、办公厅主任、常委办主任。2002年12月任四川省委常委、秘书长、办公厅主任、常委办主任。2003年9月任四川省委常委、秘书长、办公厅主任。2005年3月任四川省委常委、秘书长。
2006年1月任四川省委常委、四川省人民政府副省长。2007年5月任省人民政府副省长、党组成员。
2008年1月当选四川省人大常委会副主任
2009年2月四川省文联第六届全委会第一次会议，选举为郭永祥为四川省文联主席。

### 落马
2013年6月23日，涉嫌严重违纪，接受组织调查。2015年7月22日，湖北省宜昌市中级人民法院开庭审理郭永祥受贿、巨额财产来源不明一案，检察机关指控郭直接或者通过其子(另案处理)非法收受12人给予的财物共计折合人民币4346万元，另有3706万元的巨额财产不能说明来源。10月13日，宜昌市中院一审宣判，郭永祥因犯受贿罪、巨额财产来源不明罪，被判处有期徒刑20年，并处没收个人财产200万元人民币，受贿所得财物及不能说明来源的财产予以追缴，上缴国库。郭当庭表示服从法院判决，不上诉。